# Moderne femkamp under sommer-OL 2012
Moderne femkamp under sommer-OL 2012 i London blev holdt i perioden 11.-12. august 2016. Både mændenes og kvindernes begivenhed havde 36 deltagere.

## Medaljer
| Placering | Land                 | Guld | Sølv | Bronze | Total |
| --------- | -------------------- | ---- | ---- | ------ | ----- |
| 1         | Tjekkiet (CZE)       | 1    | 0    | 0      | 1     |
| 1         | Litauen (LTU)        | 1    | 0    | 0      | 1     |
| 3         | Kina (CHN)           | 0    | 1    | 0      | 1     |
| 3         | Storbritannien (GBR) | 0    | 1    | 0      | 1     |
| 5         | Brasilien (BRA)      | 0    | 0    | 1      | 1     |
| 5         | Ungarn (HUN)         | 0    | 0    | 1      | 1     |
| Total     | Total                | 2    | 2    | 2      | 6     |

### Medaljevindere
| Event  | Guld                         | Sølv                             | Bronze                   |
| ------ | ---------------------------- | -------------------------------- | ------------------------ |
| Herrer | David Svoboda · Tjekkiet     | Cao Zhongrong · Kina             | Ádám Marosi · Ungarn     |
| Damer  | Laura Asadauskaitė · Litauen | Samantha Murray · Storbritannien | Yane Marques · Brasilien |